# Cubanero
La Cubanero è una birra prodotta dalla Cerveceria Bucanero S.A. (CBSA) di Holguín a Cuba. A Cuba viene commercializzata con il nome di Bucanero.

## Birre Cubanero
- Cubanero Fuerte - 5.4% vol.
- Cubanero Max - 6.5% vol.
- Cubanero Malta - analcolica